# Éthylcyclohexane
L'éthylcyclohexane est un hydrocarbure cyclique, un cycloalcane de formule brute C8H16. L'éthylcyclohexane est un liquide incolore avec un point d'ébullition d'environ 132 °C, un point de fusion de −112 °C et une densité de 0,78.

## Fabrication
L'éthylcyclohexane se trouve dans la fraction légère du pétrole et peut être récupéré par distillation. Il peut être obtenu par hydrogénation de l'éthylbenzène.

## Structure
L'éthylcyclohexane a un substituant éthyle sur un des atomes de carbone du cycle cyclohexane.
Comme tous les cyclohexanes substitués, sa forme peut rapidement basculer entre deux conformations. Cependant, l'éthylcyclohexane se présente presque exclusivement avec le groupe éthyle en position équatoriale (plus stable) plutôt qu'en position axiale (instable).